# Metagonia atoyacae
Metagonia atoyacae là một loài nhện trong họ Pholcidae. Loài này được phát hiện ở México.